# Orłan (kombinezon)

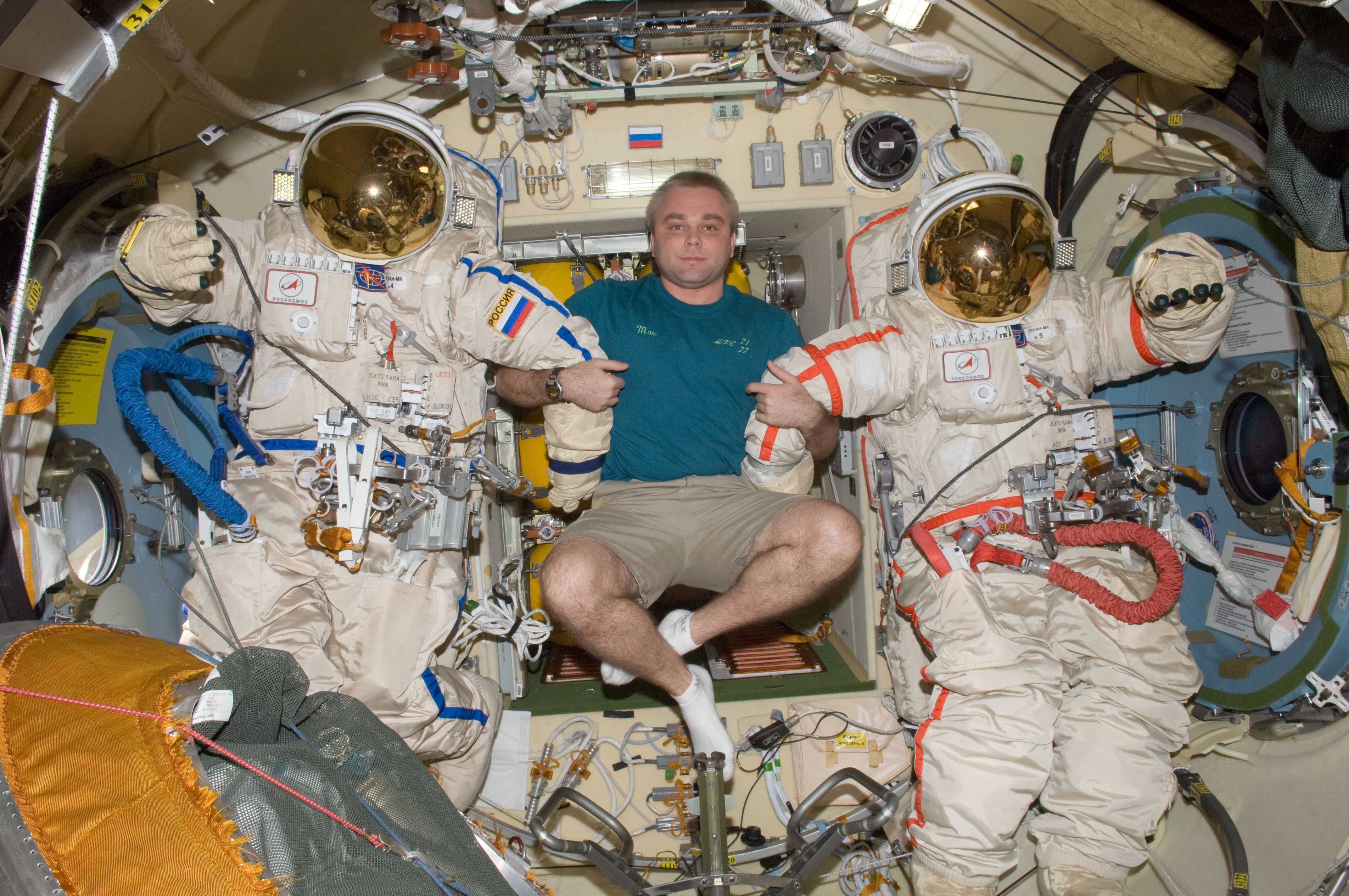
Kosmonauta Maksim Surajew obok dwóch modeli Orłan-MK na pokładzie Międzynarodowej Stacji Kosmicznej

Orłan (ros. Орлан, dosł. bielik) – seria jednoczęściowych skafandrów kosmicznych zaprojektowanych i zbudowanych przez NPP Zwiezda. Były one wykorzystywane do spacerów kosmicznych w misjach rosyjskiego programu kosmicznego, a także w programach kosmicznych innych krajów i agencji kosmicznych takich jak ESA czy NASA.

## Projekt
Orłan jest półsztywnym skafandrem kosmicznym, posiada twardy tułów oraz elastyczne ramiona. Skafander ma wbudowaną tylną klapę, która umożliwia kosmonautom szybkie założenie skafandra, które trwa około pięciu minut.

## Modele

### Orłan D
- Producent: NPP Zwiezda

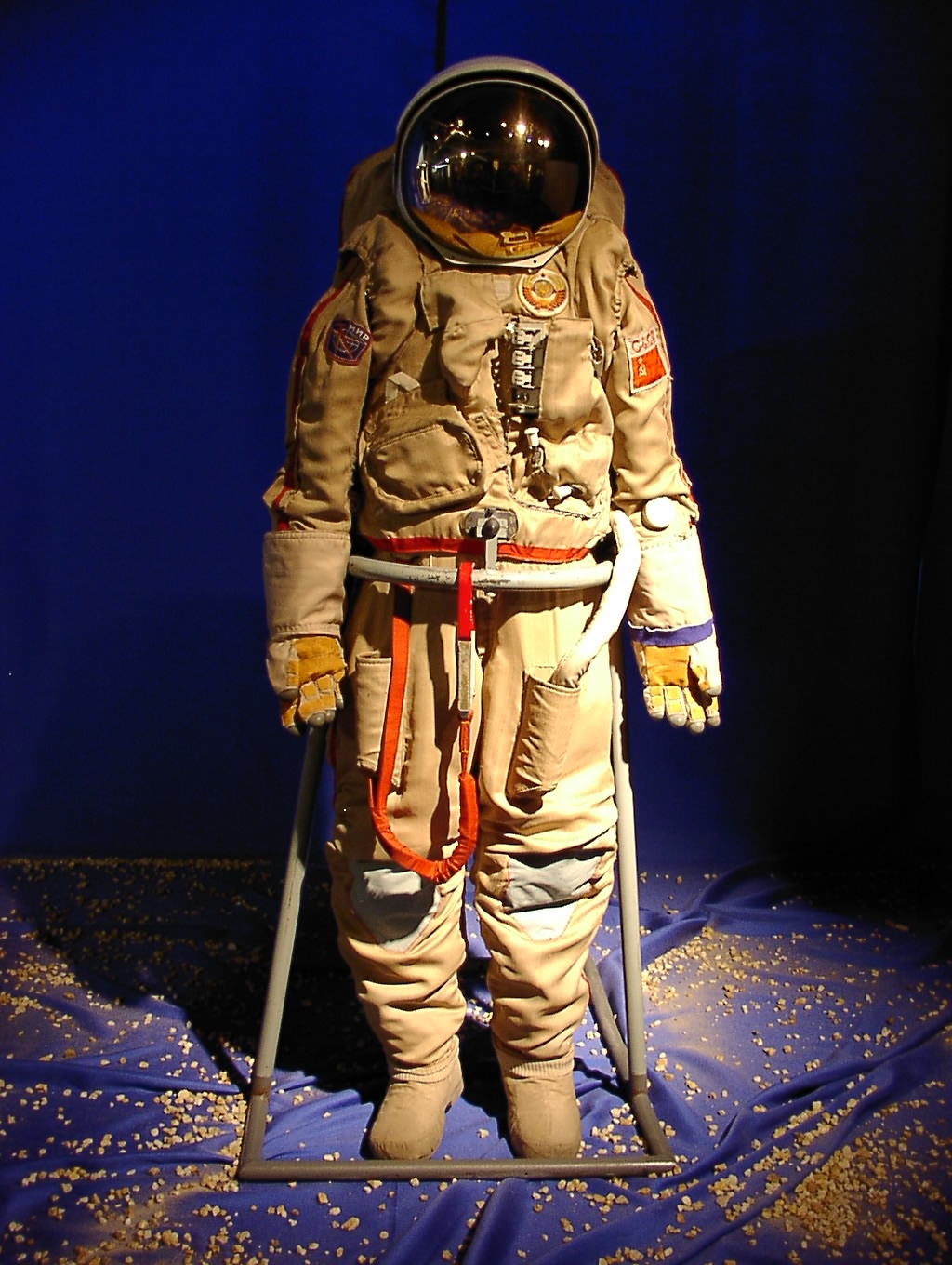
Orłan D

- Misje: Używany na stacjach kosmicznych Salut 6 i Salut 7 od 1977 do 1984 roku[6]
- Ciśnienie robocze: 400 hPa[6]
- Masa: 73,5 kilogramów[6]
- Zapas tlenu: 5 godzin[6]

### Orłan DM
- Producent: NPP Zwiezda
- Misje: Używany na stacjach kosmicznych Salut 7 i Mir od 1985 do 1988 roku[6]
- Ciśnienie robocze: 400 hPa[6]
- Masa: 88 kilogramów[6]
- Zapas tlenu: 6 godzin[6]

### Orłan DMA
- Producent: NPP Zwiezda

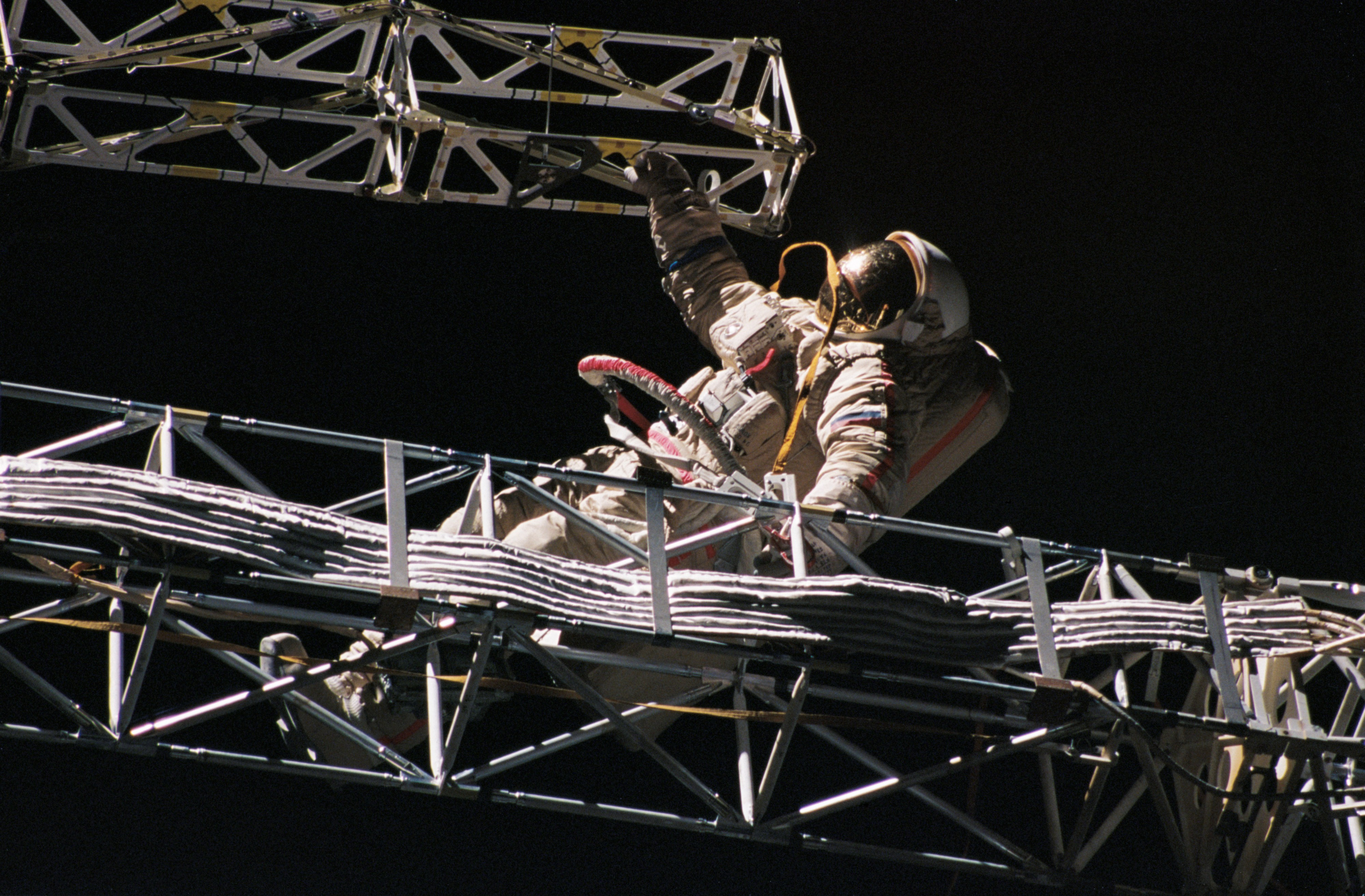
Orłan DMA

- Misje: Używany na stacji Mir od 1988 do 1997 roku[6]
- Ciśnienie robocze: 400 hPa[6]
- Masa: 105 kilogramów[6]
- Zapas tlenu: 7 godzin[6]

### Orłan M
- Producent: NPP Zwiezda

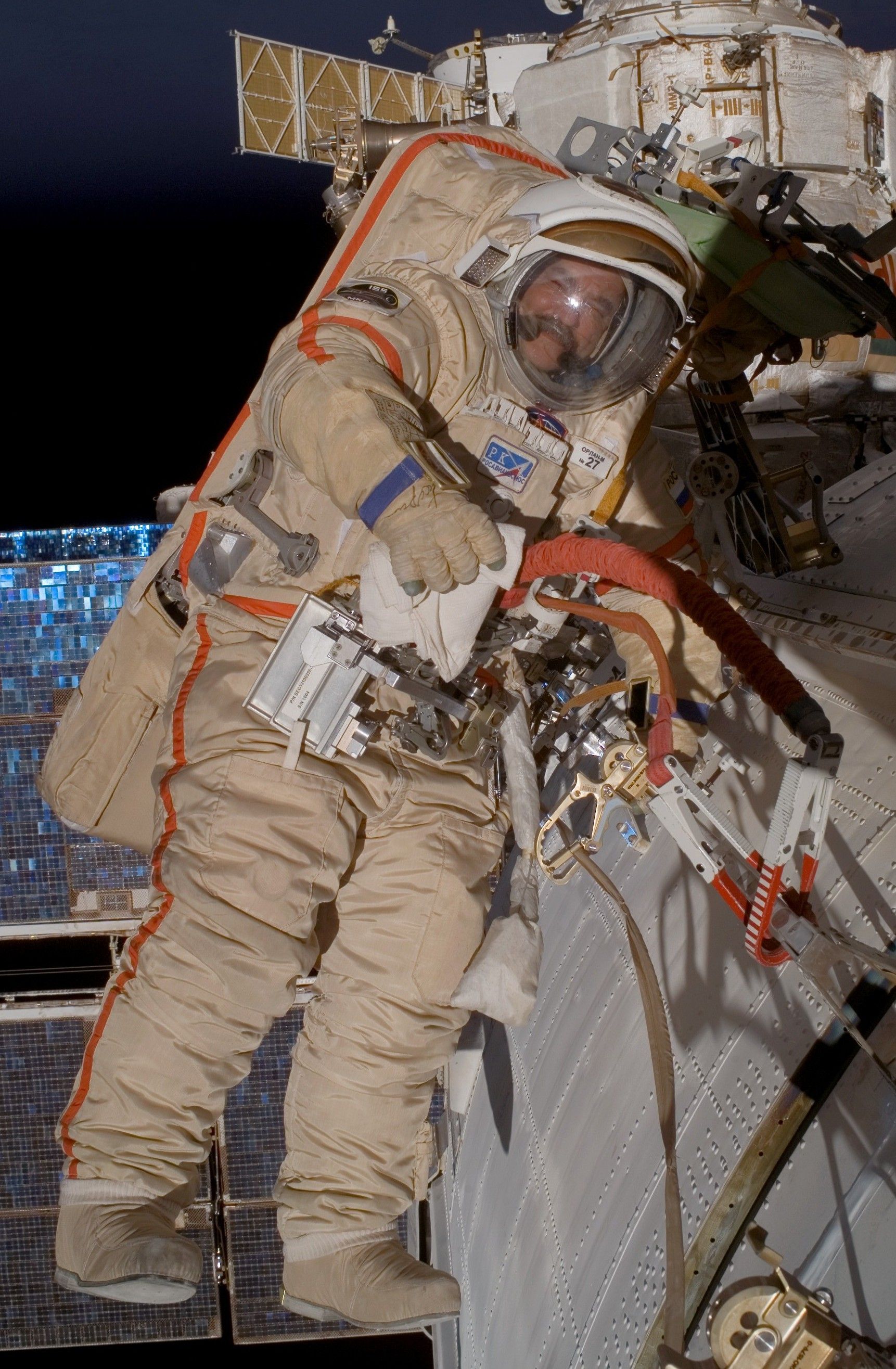
Orłan M

- Misje: Używany na Mirze i Międzynarodowej Stacji Kosmicznej od 1997 do 2009 roku[6]
- Ciśnienie robocze: 400 hPa[6]
- Masa: 112 kilogramów[6]
- Zapas tlenu: 7 godzin[6]

### Orłan MK
- Producent: NPP Zwiezda

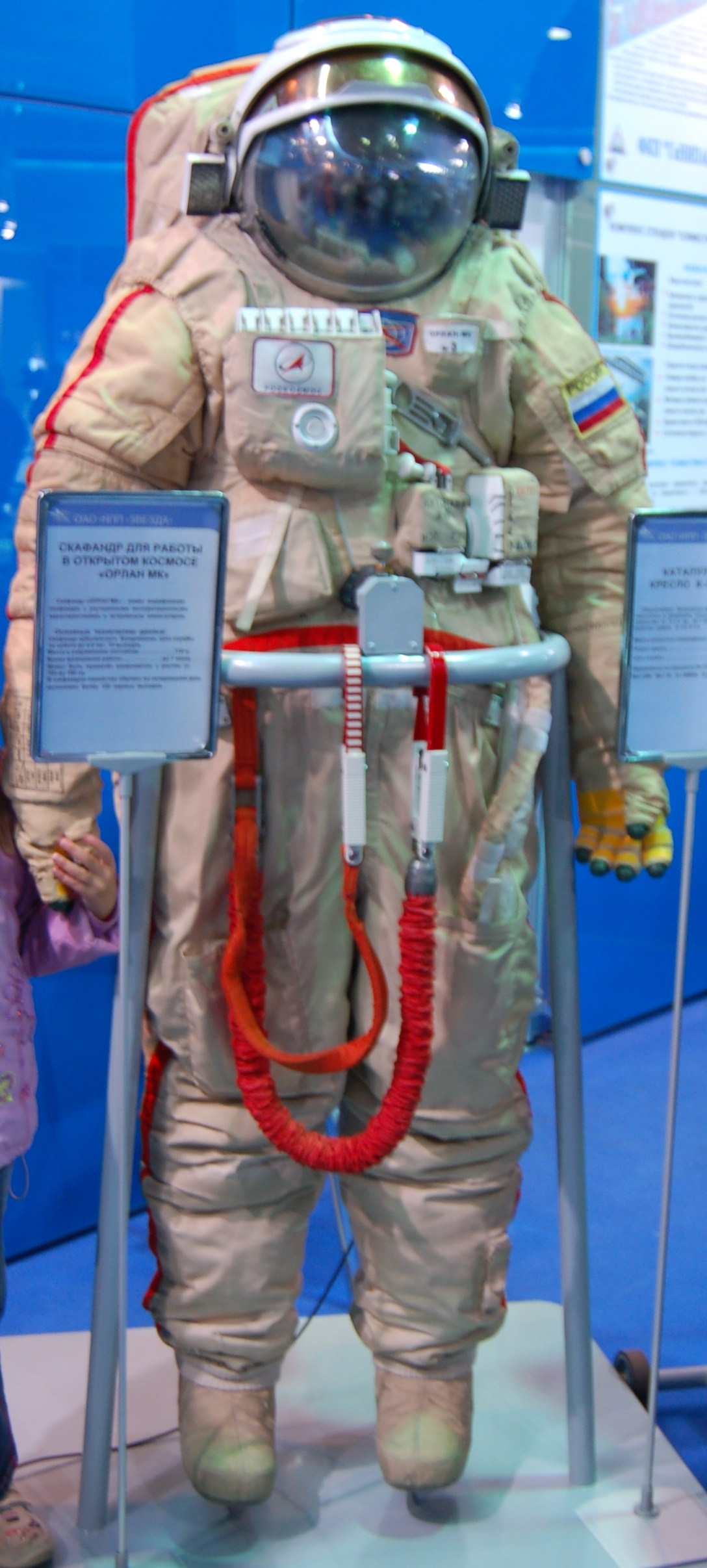
Orłan MK

- Misje: Używany na Międzynarodowej Stacji Kosmicznej od 2009 do 2017 roku[6]
- Ciśnienie robocze: 400 hPa[6]
- Masa: 120 kilogramów[6]
- Zapas tlenu: 7 godzin[6]

### Orłan MKS[7]
- Producent: NPP Zwiezda
- Misje: Używany na Międzynarodowej Stacji Kosmicznej od 2017 do dziś[6]
- Ciśnienie robocze: 400 hPa[6]
- Masa: 110 kilogramów[6]
- Zapas tlenu: 7 godzin[6]

## Zastosowanie szkoleniowe
Skafandry Orłan są używane w Centrum Wyszkolenia Kosmonautów im. J. Gagarina znajdującego się w Gwiezdnym Miasteczku w Moskwie. Skafander Orłan-GN jest wykorzystywany do szkolenia kosmonautów w wodzie, Orłan-T do szkolenia w zakresie obsługi śluzy powietrznej i Orłan-V wykorzystywany do treningu z wykorzystaniem nieważkości.